# 万国鼠疫研究会
奉天万国鼠疫研究会即国际鼠疫大会（International Plague Conference），是指1911年4月（第三次鼠疫大流行期间）在清朝东三省总督府所在的奉天城召开的一次国际医学会议，也是清政府主持的第一次国际学术会议。由医学家伍连德主持，会议总结了当时1910年中国医学家成功控制东北鼠疫爆发和治理的经验。